# Klimabündnis Österreich

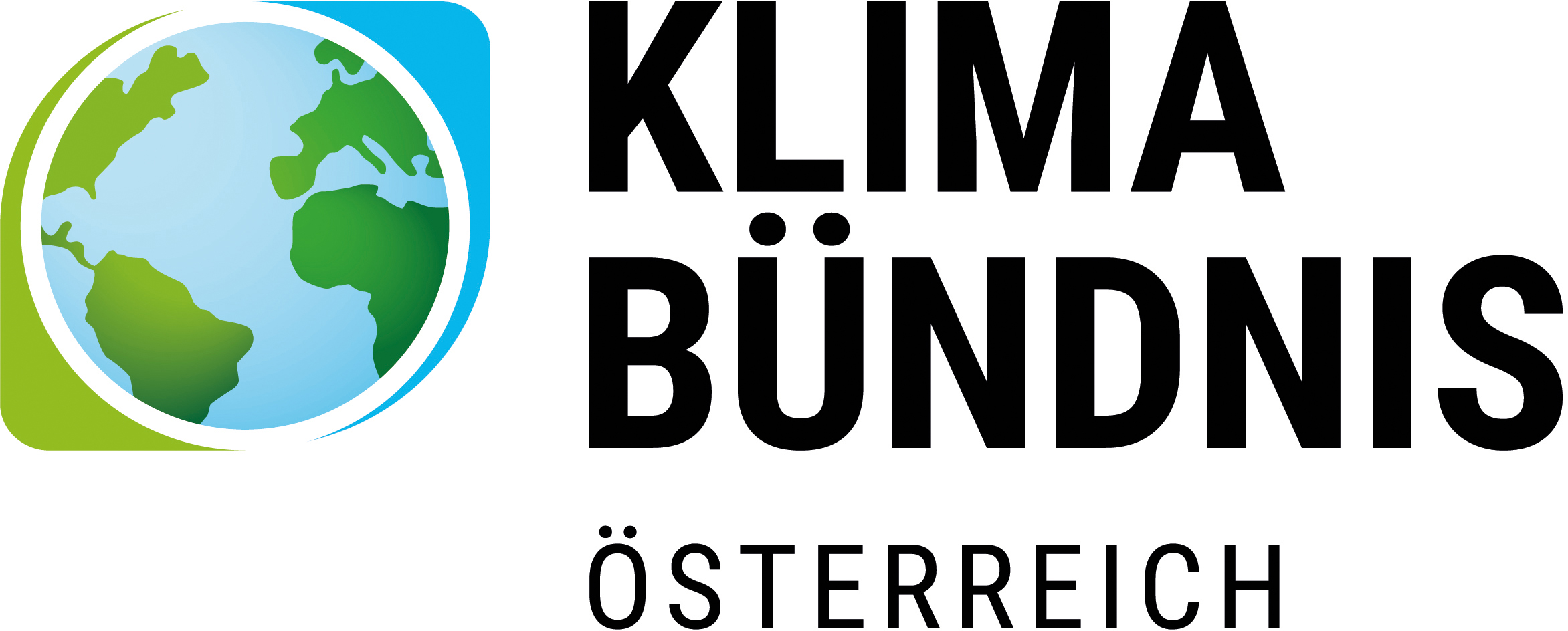
Aktuelles Logo des Klimabündnis Österreich

Das Klimabündnis Österreich ist eine gemeinnützige GmbH mit Sitz in Wien und Betreiber des größten kommunalen Klimaschutz-Netzwerkes Österreichs. Das Klimabündnis besteht aus Gemeinden, Bildungseinrichtungen, Betrieben, Pfarren und zeichnet sich durch seine Partnerschaften mit indigenen Organisationen aus. Die Ziele sind die Verringerung klimaschädlicher Emissionen und der Schutz des Regenwaldes.
Der Verband Klimabündnis Österreich umfasst neun Bundesländer Vereine. Kern der Klimabündnis-Arbeit sind Service und Bewusstseinsbildung, Vernetzung und Weiterbildung sowie die Durchführung von Projekten und Kampagnen in den Bereichen Klimaschutz, Klimagerechtigkeit und Klimawandelanpassung.

## Geschichte

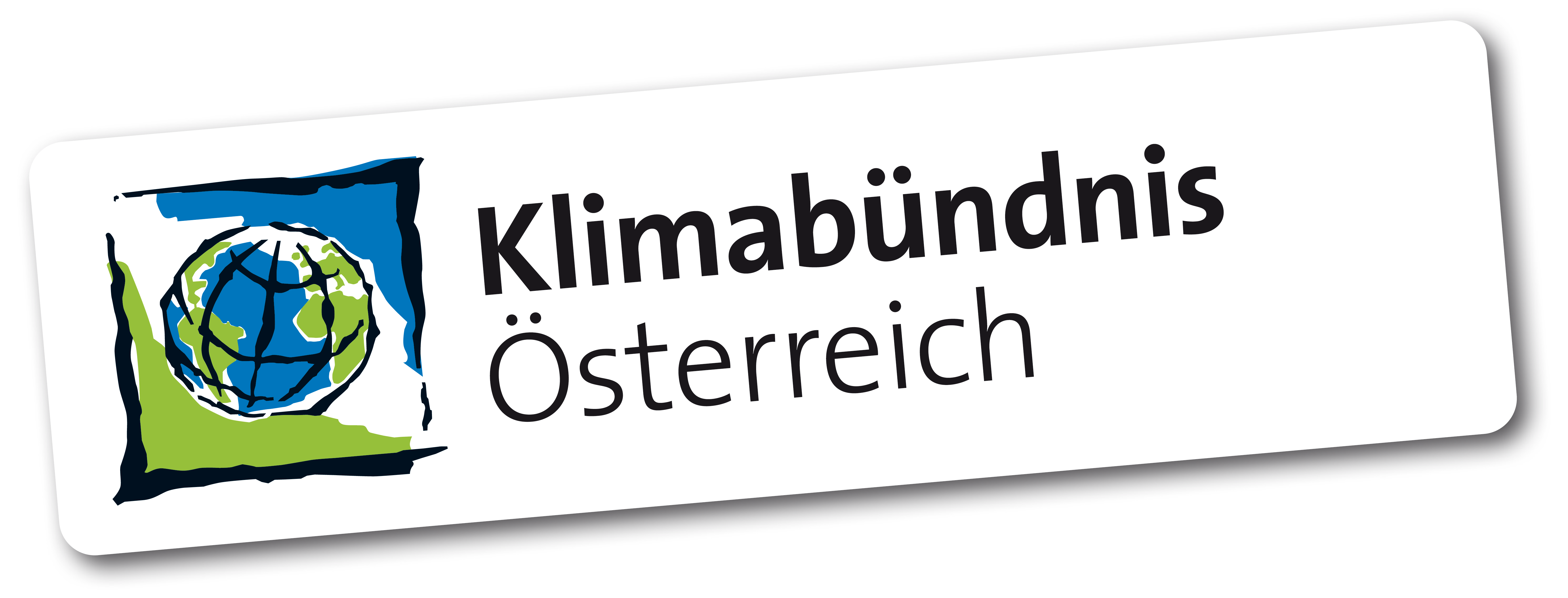
Ehemaliges Logo des Klimabündnis Österreich

Das europaweite Klima-Bündnis wurde 1990 in Frankfurt am Main zwischen Vertretern aus zwölf Kommunen (aus Österreich, Deutschland und der Schweiz), Delegierten von sechs indigenen Organisationen sowie Vertretern 15 weiterer Organisationen (Universitäten, NGOs etc.) gegründet. Parallel zum Aufbau des European Secretariat des Klimabündnis in Frankfurt am Main entstanden in mehreren Ländern auf regionaler bzw. nationaler Ebene Koordinationsstellen. Mittlerweile ist das Klimabündnis in über 25 Ländern Europas aktiv und bildet eine Brücke nach Südamerika.
Einzigartig in Europa ist die langfristige Zusammenarbeit mit ausgewählten Regionen im Amazonasgebiet. Seit 1993 unterstützt das Klimabündnis Österreich die FOIRN, den Dachverband der indigenen Organisationen am Rio Negro in Brasilien ideell, politisch und finanziell. Im Vordergrund steht die Bewusstseinsbildung in Österreich. Ein klimagerechter Lebensstil senkt nicht nur die Treibhausgas-Emissionen in Europa, sondern verringert auch den Druck auf die Regenwälder.
Die größten Erfolge der Klimabündnis-Partnerschaft:
- Schutz von 122.000 km² Regenwald in Amazonien
- die FOIRN[3] erhielt in zwei Stufen – 1998 und 2012 – von der brasilianischen Regierung die Landrechte für ein Gebiet, das eineinhalb Mal so groß wie Österreich ist.

Ebenso langfristig und erfolgreich ist auch die Partnerschaft der Klimabündnis-Gemeinden und des Bundeslandes in Vorarlberg mit der Region Chocó in Kolumbien. Diese besteht seit 1991.

## Klimaschutz-Netzwerk in Österreich
In Österreich ist das Klimabündnis nach eigener Aussage das größte Klimaschutz-Netzwerk. Es ist kontinuierlich gewachsen und umfasst Gemeinden, Bildungseinrichtungen, Betriebe, Pfarren/Diözesen, sowie alle neun Bundesländer.
Mitglieder des Klimabündnis Österreich sind [Stand März 2025]:
- 1130 österreichische Gemeinden
- 1840 Betriebe
- 966 Schulen und Bildungseinrichtungen